# باشگاه فوتبال کملفورد
باشگاه فوتبال کملفورد (به انگلیسی: Camelford Football Club) یک باشگاه فوتبال در شهر کملفورد، کشور انگلستان است که در سال ۱۸۹۳ میلادی تأسیس شده است.